# Sparkasse Harburg-Buxtehude
Die Sparkasse Harburg-Buxtehude ist eine öffentlich-rechtliche Sparkasse mit Sitz in Hamburg-Harburg. Sie entstand am 1. Januar 2000 durch Fusion der Kreissparkasse Harburg mit Sitz in Hamburg-Harburg und der Stadtsparkasse Buxtehude mit Sitz in Buxtehude. Ihr Geschäftsgebiet umfasst den niedersächsischen Landkreis Harburg, die Hansestadt Buxtehude im Landkreis Stade sowie Teile des Hamburger Bezirks Harburg.
Die Sparkasse Harburg-Buxtehude wies im Geschäftsjahr 2023 eine Bilanzsumme von 4,694 Mrd. Euro aus und verfügte über Kundeneinlagen von 3,644 Mrd. Euro. Gemäß der Sparkassenrangliste 2023 liegt sie nach Bilanzsumme auf Rang 103. Sie unterhält 38 Filialen/Selbstbedienungsstandorte und beschäftigt 628 Mitarbeiter.

## Sparkassen-Finanzgruppe
Die Sparkasse Harburg-Buxtehude ist Teil der Sparkassen-Finanzgruppe und gehört damit auch ihrem Haftungsverbund an. Er sichert den Bestand der Institute und sorgt dafür, dass sie auch im Fall der Insolvenz einzelner Sparkassen alle Verbindlichkeiten erfüllen können. Die Sparkasse vermittelt Bausparverträge der regionalen Landesbausparkasse, offene Investmentfonds der Deka und Versicherungen der VGH Versicherungen. Im Bereich des Leasing arbeitet die Sparkasse Harburg-Buxtehude mit der  Deutschen Leasing zusammen. Die Funktion der Sparkassenzentralbank nimmt die Nord/LB wahr.